# Sypnoides mandarina
Sypnoides mandarina là một loài bướm đêm trong họ Erebidae.